# Cárcel de Santa Ana del Táchira
La Cárcel de Santa Ana del Táchira o Centro Penitenciario de Occidente es un penal del estado Táchira en Venezuela. La prisión fue construida en 1978 para albergar a 850 reclusos. Actualmente hay alrededor de 2.700 presos.

## Estructura
El Centro Penitenciario de Occidente está compuesto por tres módulos: el más antiguo es el CPO 1 y alberga aproximadamente 700 reclusos, el CPO 2 que alberga más de 500 reclusos, y el anexo femenino que alberga a más de 200 mujeres.

## Historia
En 2006 una pelea de reclusos deja 10 muertos. En 2007 una masacre dejó 18 muertos y 11 heridos. En 2010 un motín dejó 7 muertos. Ese mismo año más de 2000 reclusos iniciaron una huelga de hambre. En julio de 2012, la directora de la institución Nelly Isabel Ramón Torres fue asesinada junto con su marido, debido a su decisión de suspender las visitas en el penal. Ese mismo año 2 pranes fueron asesinados dentro del penal, uno de ellos supuestamente involucrado en el asesinato de directora del penal. El autor material del crimen fue condenado a 30 años de prisión en 2018.
El 30 de mayo de 2014, ocho personas murieron y más de cincuenta resultaron gravemente heridas, según varias organizaciones no gubernamentales. Un motín por el retardo judicial en 2020 dejó un muerto y 15 heridos. Ese mismo año una reclusa murió de desnutrición dentro del penal. En 2021 el retardo afectaba a 700 reclusos.

### Tortura
El Observatorio Venezolano de Prisiones (OVP) denunció en 2024 que existen «tres cuartos de tortura», según denunciaron reclusos. La ONG declaró: «Además del hambre y la desidia, (los reclusos) son presuntamente sometidos a crueles torturas, tanto en el área 1 como en el área 2».